# Maynard (Massachusetts)
Maynard és un town del comtat de Middlesex (Massachusetts). Segons el cens del 2007 tenia 10.177 habitants.

## Demografia
Segons el cens del 2000, Maynard tenia 10.433 habitants, 4.292 habitatges, i 2.811 famílies. La densitat de població era de 768,7 habitants/km².
Dels 4.292 habitatges en un 28,9% hi vivien nens de menys de 18 anys, en un 52,4% hi vivien parelles casades, en un 9,9% dones solteres, i en un 34,5% no eren unitats familiars. En el 28,5% dels habitatges hi vivien persones soles el 10,3% de les quals corresponia a persones de 65 anys o més que vivien soles. El nombre mitjà de persones vivint en cada habitatge era de 2,43 i el nombre mitjà de persones que vivien en cada família era de 3,02.
Per edats la població es repartia de la següent manera: un 23,4% tenia menys de 18 anys, un 5,4% entre 18 i 24, un 35,1% entre 25 i 44, un 23,8% de 45 a 60 i un 12,2% 65 anys o més.
L'edat mediana era de 38 anys. Per cada 100 dones de 18 o més anys hi havia 87 homes.
La renda mediana per habitatge era de 60.812 $ i la renda mediana per família de 71.875$. Els homes tenien una renda mediana de 49.279 $ mentre que les dones 36.609$. La renda per capita de la població era de 27.016$. Entorn del 3,8% de les famílies i el 5,6% de la població estaven per davall del llindar de pobresa.

## Història
Maynard, al riu Assabet, fou establert per primer cop com a comunitat agrícola pels colons puritans a la dècada de 1600 que van adquirir la terra que comprenia l'actual Maynard dels membres de la tribu nativa americana local que es referien a la zona com a Pompositicut o Assabet. L'any 1651 Tantamous ("Antic Jethro") va transferir terres a l'actual Maynard a Herman Garrett per incompliment d'una euga i poltre hipotecats, i el 1684, el fill de Tantamous, Peter Jethro, un indi que pregava, i Jehojakim i deu més van transferir més terres a la zona als colons. El 1676, durant la Guerra del Rei Philip, els nadius americans es van reunir a Pompasitticut Hill (més tard conegut com Summer Hill) per planificar un atac a Sudbury. Hi ha una història, no confirmada per cap evidència, que els pirates es van quedar breument a la granja de Thomas Smith a Great Road, cap al 1720, van enterrar un tresor a prop, i van marxar, per no tornar-hi mai més.
Els residents del que ara és Maynard van lluitar a la Guerra Revolucionària, inclòs Luke Brooks de Summer Street que estava a la companyia de la milícia Stow que va marxar a Concord (Massachusetts) el 19 d'abril de 1775. El 1851 el transcendentalista Henry David Thoreau va escriure sobre el seu passeig per la zona al seu famós diari i va publicar un poema sobre Old Marlboro Road, part del qual passa per Maynard. Durant la Guerra Civil Americana, almenys trenta-sis residents del poble d'Assabet van lluitar per la Unió.

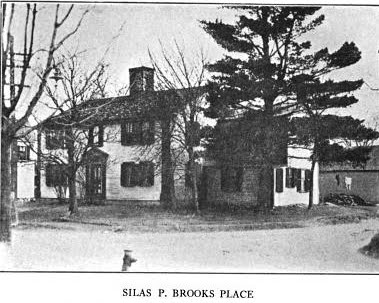
Postal del 1921 circa 1764 de Silas Brooks place, casa del minuteman de la Guerra Revolucionària Luke Brooks. Encara es manté al novembre de 2017. a Summer Street 88–90.

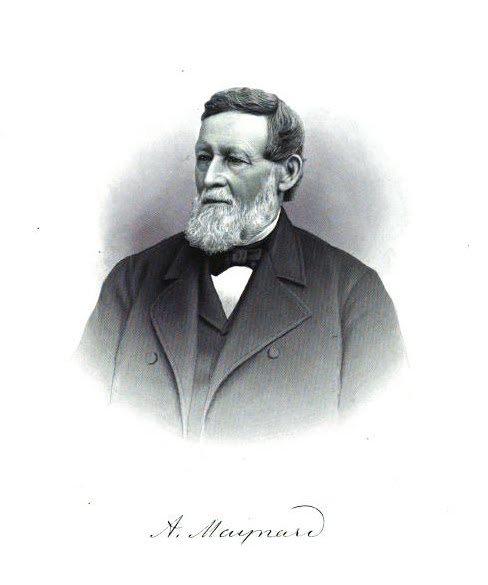
Amory Maynard, fundador d'Assabet Woolen Mills donà el seu nom a la localitat

La zona ara coneguda com Maynard era coneguda originalment com "Assabet Village" i aleshores formava part de les ciutats de Stow i Sudbury. La poble de Maynard es va incorporar com a municipi independent el 1871. Hi va haver alguns rumors exploratoris de fundació de ciutats el 1870, seguits d'una petició a la Commonwealth de Massachusetts, presentada el 26 de gener de 1871. L'aprovació estatal es va concedir el 19 d'abril de 1871. tornar, la nova ciutat va pagar a Sudbury i Stow uns 23.600 i 8.000 dòlars respectivament. Sudbury va rebre més diners perquè Sudbury aportà més terra i posseïa accions del ferrocarril, i la fàbrica de llana i paper es trobaven a Sudbury. La població del town recentment format, amb 1.820 habitants, era més gran que qualsevol de les seves ciutats matrius.
La formació de noves ciutats tallades a partir de les més antigues no era exclusiva de Maynard. La propera Hudson, amb el seu grup de fàbriques de processament de cuir i fabricació de sabates, es va separar de Marlborough i Stow el 1866. De fet Stow era originalment molt més gran que es va formar el 1683 va perdre terres davant Harvard, Shirley, Boxborough, Hudson i Maynard. La raó habitual per demanar al Comitè de Ciutats de l'Estat era que un cúmul de població en ràpid creixement, normalment centrat al voltant de molins, estava massa lluny de les escoles, esglésies i Sala de Reunions del town matriu.

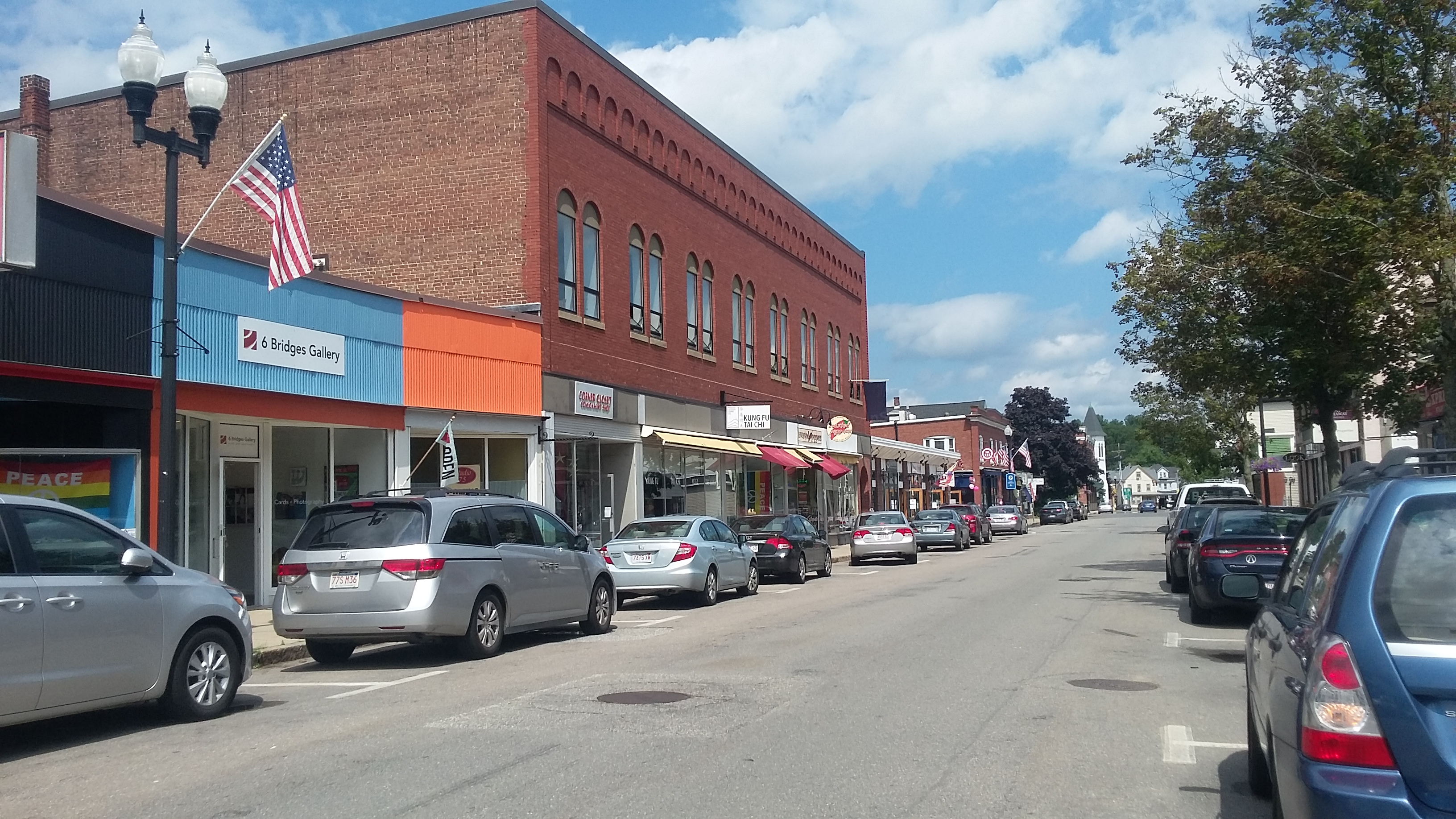
Carrer Main

La comunitat va rebre el nom d'Amory Maynard, home que amb William Knight havia comprat els drets d'aigua del riu Assabet, va instal·lar una presa i va construir un gran molí de manufactura tèxtil el 1846-1847. La comunitat va créixer juntament amb l'Assabet Woolen Mill i va fer draps de llana per als uniformes militars dels Estats Units per a la Guerra Civil. Més aigües avall al llarg de l'Assabet, el complex American Powder Mills va fabricar pólvora de 1835 a 1940. El molí de llana va fer fallida el 1898; va ser comprat el 1899 per l'American Woolen Company, una corporació multiestatal, que va modernitzar i ampliar molt el complex del molí des del 1900 fins al 1919.

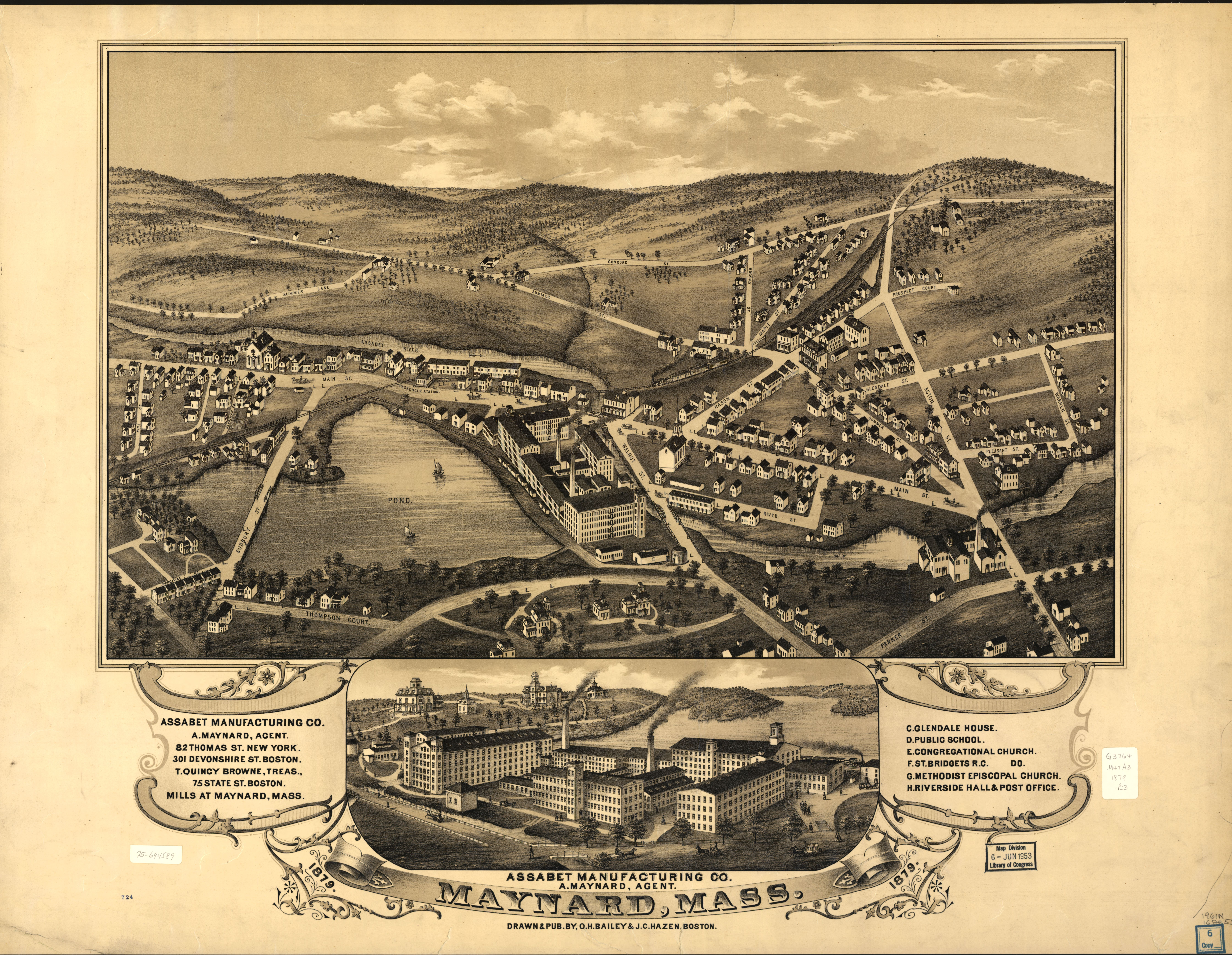
Mapa panoràmic de Maynard i les seves vistes (1879)

L'any 1902 es va intentar canviar el nom de la ciutat de "Maynard" a "Assabet". Alguns habitants estaven molestos perquè Amory Maynard no hagués deixat cap regal a la ciutat abans de morir el 1890, i més estaven molestos perquè Lorenzo Maynard, el fill d'Amory, hagués retirat els seus propis diners del molí abans de fer fallida el 1898. La Commonwealth de Massachusetts va decidir mantenir el nom com "Maynard" sense permetre que el tema arribés a una votació per part dels residents.
A principis del segle XX el poble de Maynard era més modern i urbanitzat que moltes de les zones circumdants, i la gent visitava Maynard per comprar, incloent Babe Ruth que vivia a la propera Sudbury durant la temporada baixa de beisbol, i visitavaa Maynard per comprar cigars i jugar al billar a les sales de billar del carrer principal. La ciutat tenia una estació de tren, un troleibús elèctric, hotels i sales de cinema.
L'any 1942 l'exèrcit dels Estats Units es va apoderar d'una cinquena part de la superfície terrestre de la ciutat, des del costat sud, per crear una instal·lació d'emmagatzematge de municions. Els propietaris de les terres foren desallotjats. La terra va romandre sota propietat militar durant anys. El 2005 va passar a formar part de l'Assabet River National Wildlife Refuge.
Després que la fàbrica de llana finalment es tanqués el 1950, un grup d'empresaris de Worcester va comprar la propietat el juliol de 1953 i va començar a arrendar-la com a oficina o espai de fabricació. Els inquilins principals incloïen Raytheon i Dennison Manufacturing Company. Digital Equipment Corporation (DEC) es va traslladar al complex l'any 1957, llogant inicialment només 8.680 peus quadrats (806 m²) per 300 dòlars al mes. L'empresa va créixer i va créixer fins que va comprar el complex sencer l'any 1974, fet que va fer que Maynard li va sobrenom "Mini Capital Mundial de la Computadora". DEC va romandre a Maynard fins al 1998 quan va ser comprada per Compaq, que després va ser comprada per Hewlett Packard el 2002.
"The Mill", com l'anomenen els locals, va ser renovat a finals de la dècada de 1990 i va ser rebatejat com a "Clock Tower Place" (2000-2015), i després els nous propietaris els van canviar el nom "Mill & Main Place" el 2016. El lloc acull moltes empreses, inclosa la seu de Powell Flutes. El complex moliner també acull el rellotge de rellotge manual més antic del país, que encara funciona (vegeu imatge). La torre del rellotge va ser construïda l'any 1892 per Lorenzo Maynard com a regal a la ciutat. Els pesos que alimenten el rellotge de la torre d'E. Howard & Co. i els mecanismes de sonar les campanes s'enrotllen un cop a la setmana, més de 6.000 cops des que es va instal·lar el rellotge. El procés dura una o dues hores. Les quatre esferes del rellotge sempre han estat il·luminades amb llums elèctriques. Durant tres mesos a l'any, l'aparcament del molí adjacent al carrer principal s'utilitza els dissabtes per al mercat de grangers de la comunitat de Maynard.
El cementiri de Glenwood (incorporat el 1871), al sud del centre de Maynard, es va afegir al Registre Nacional de Llocs Històrics el 2004. Aquest cementiri encara actiu és el lloc d'uns 7.000 enterraments. Al seu costat est limita amb el cementiri de St. Bridget's, també a Maynard.

### La família Maynard

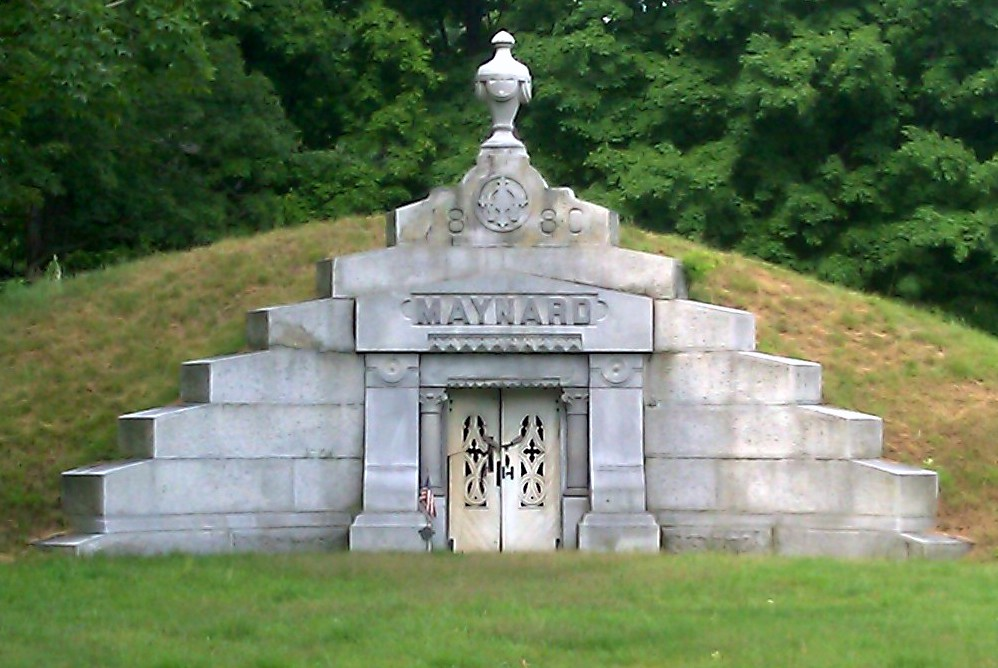
Cripta de la família Maynard al cementiri de Glenwood

John Maynard, nascut el 1598, va emigrar d'Anglaterra amb la seva dona Elizabeth (Ashton) Maynard cap al 1635. Cinc generacions més tard, Isaac Maynard operava un molí a Marlborough. Quan va morir el 1820 als 41 anys, el seu fill adolescent, Amory Maynard, es va fer càrrec del negoci familiar. La ciutat de Boston va comprar els drets d'aigua d'Amory a Fort Meadow Pond el 1846. Es va associar amb William Knight per posar en marxa una operació de fàbrica de llana al riu Assabet. Amory i la seva dona Mary (Priest) Maynard van tenir tres fills: Lorenzo (1829–1904), William (1833–1906) i Harlan (1843–1861). Amory va gestionar el molí del 1847 al 1885 (Knight es va jubilar el 1852). Lorenzo va prendre el relleu de 1885 a 1898. William va tenir menys a veure amb el negoci familiar: va viure un temps a Boston, després Maynard de nou, i després a Pasadena (Califòrnia) el 1885 per motius de mala salut (possiblement tuberculosi). Es va recuperar i es va traslladar a l'est a Worcester el 1888 durant la resta de la seva vida. Harlan va morir als 18 anys.
Lorenzo es va casar amb Lucy Davidson amb qui tingué cinc fills, però tots van morir sense descendència: les quatre filles van morir abans que els seus pares. William es va casar amb Mary Adams i va tenir set fills. Els seus dos descendents — Harlan James i Lessie Louise — són vius avui, però no viuen a la zona. La néta de William, Mary Augusta Sanderson, que va morir el 1947, va ser l'últim descendent que va viure a Maynard.

a cripta dels Maynard és una característica destacada al costat nord del cementiri de Glenwood, a la vista dels transeünts de la Ruta 27. És un imponent monticle cobert de terra amb una façana de granit que mira a la carretera. El túmul fa 90 peus (27 m) d'ample i uns 12 peus (4 m) d'alçada. La façana de pedra fa aproximadament 30 peus (9 m) d'ample. El sostre de la cripta té una claraboia de vidre coronada per un con exterior de reixa de ferro. La llinda de granit que hi ha sobre la porta diu "MAYNARD". Cisellada sobre la llinda hi ha l'any 1880 i les lletres gregues alfa i omega entrellaçades amb una creu de flor de lis. Amory Maynard, la seva dona, Mary, i vint-i-un dels seus descendents o cònjuges són enterrats a la cripta. En un moment donat, el primer fill d'Amory, Lorenzo, juntament amb la dona de Lorenzo i les seves quatre filles, també estaven a la cripta, però l'octubre de 1904 el fill de Lorenzo decidí el trasllat dels sis membres de la seva família a un mausoleu de nova construcció al cementiri de Mount Auburn a Cambridge (Massachusetts) Lorenzo havia contractat la construcció en vida, però va morir abans d'acabar-lo. William, el segon fill d'Amory, fou enterrat al cementiri Hope de Worcester, juntament amb la seva dona i quatre dels seus set fills.